# 奧迪波
奧迪波是非洲國家納米比亞北部的一個村莊，靠近鄰國安哥拉邊境，並以聖公宗牧師在當地建立的聖瑪麗（St Mary）傳教站而聞名。該村隸屬於奧漢圭納區轄下的奧希坎戈選區，並是納米比亞教區內的一個副主教管區。
奧迪波位於一個大型地下水庫的上方，而該水庫則被認為是使附近土壤與石塊結構開裂的元兇。另外，該村的首長為查理斯·納莫羅，他同時也是該國地方和地區政府部部長以及住房和農村發展部部長。

## 歷史
1924年，聖公宗牧師喬治·托比亞斯、尼爾森·福格蒂與尊敬的R·懷特（Reverend R White）接到要在奧萬博蘭北部建立一所傳教站的任務，他們隨後便於同年8月決定在奧迪波建立聖瑪麗傳教站（St Mary's Mission）。他們曾經於建立傳教站之前在當地種植了一棵樹，這樹現時被稱作「托比亞斯樹」（Tobias' Tree）。最終該所傳教站是由一所教堂、一座醫院、聖瑪麗傳教站學校、高等學校以及神學院組成。
聖瑪麗傳教站學校後來於1979年因被南非殖民政府關閉而被迫終止營運。之前有不少著名人物都曾經在該學校學習，包括人權活動家和主教詹姆斯·卡烏盧馬、納米比亞上議院議員邁克爾·希西庫西特扎、納米比亞人民解放軍指揮官彼得·姆韋西漢格、納米比亞下議院議員與奧萬博蘭區主教彼得·卡蘭古拉以及納米比亞外交部部長內通波·南迪-恩代特瓦赫。另一方面，該村的神學院在納米比亞獨立戰爭進行期間於1981年被南非國防軍炸毀。

## 教育
奧迪波共有兩所學校，分別為聖瑪麗傳教站學校的繼任者聖瑪麗奧迪波高等學校（St. Mary's Odibo High School）以及奧迪波聯合學校（Odibo Combined School）。當地也有一所由納米比亞其中一位著名藝術家約翰·姆瓦凡格若於1970年代早期創立，並以教授藝術科目為主的路德宗藝術和手工藝中心（Lutheran Centre for Arts and Crafts）。

## 著名人物
出身於奧迪波的著名人物包括前反對黨領袖希迪波·哈穆滕亞與納米比亞地方和地區政府部部長以及住房和農村發展部部長查理斯·納莫羅。